# Durak – Der ehrliche Idiot
Durak – Der ehrliche Idiot ist ein russisches Filmdrama, das von Yuri Bykov geschrieben und inszeniert wurde.
Das Melodram feierte seine Premiere im Jahr 2014 auf dem Locarno Film Festival, wo es den Preis für den besten männlichen Darsteller erhielt.

## Handlung
Dima Nikitin, ein Klempner, ist Chef einer städtischen Reparaturmannschaft und studiert Bauingenieurwesen in einer im Film nicht näher genannten russischen Stadt. Er ist ein unerschrockener junger Mann, umgeben von den negativen Auswirkungen seiner pessimistischen Familie und der harsch herzlosen Gemeinschaft. Er lebt mit seinen Eltern, seiner Frau und seinem Kleinkind zusammen in einer Wohnung. Während des Studiums und des Versuchs, die Ingenieurschule zu absolvieren, während er als Klempner arbeitet, sieht er sich mit finanziellen Schwierigkeiten konfrontiert. Als Dima in einem hochgeschossigen Plattenbau in einer verarmten Wohngegend ein undichtes Rohr entdeckt, schwant ihm, dass Gefahr im Verzug ist. Er bemerkt, dass das gesamte Hochhaus schräg steht, obwohl es das nicht sollte, und dass dringend gehandelt werden muss, da das Gebäude kurz vor einem Einsturz steht.
Dima tut alles, um die erforderliche Behörde über diese Angelegenheit zu informieren. Als er noch am selben Tag am Abend versucht, die Bürgermeisterin Nina Galaganova auf einer Feier zu warnen, trifft er auch auf den Bauinspektor der Stadt, Fedotov. Beim Versuch, ihn und seine Beamten zu informieren, wird offensichtlich, dass sie zu betrunken sind, um die Ernsthaftigkeit seines Anliegens zu verstehen. Stattdessen scherzen sie über die Plausibilität von Dimas Behauptungen. Erst als die Bürgermeisterin selbst von dem Anliegen des Klempners hört, machen sie sich Sorgen um ihren Ruf, insbesondere weil sie das gesamte Geld, das für die Instandhaltung des Stadtbezirks angedacht war, in ihre eigenen Taschen gesteckt haben. Die Bürgermeisterin weist Fedotov und Matugin (einen anderen Verantwortlichen des sechsköpfigen Stadtrats) an, sich das Gebäude von Dima zeigen zu lassen. Als sie noch am selben Abend das Gebäude begutachtet haben und merken, dass Dimas Behauptungen wahr sind, rufen sie die Bürgermeisterin an. Der kleine korrupte Stadtrat weiß, dass eine Evakuierung der 600 Bewohner des Hauses eine finanzielle Überprüfung nach sich ziehen und jahrelange Korruption aufdecken würde. Die Bürgermeisterin, die inzwischen die Feier verlassen hat, beschließt daraufhin mit dem Stadtrat Bogachyov, den erwarteten Gebäudeeinsturz Fedotov und Matugin zuzuschreiben.
Nachdem Dima, Fedotov und Matugin wieder zurück bei der Feier sind, fordert der eingetroffene Polizeichef Sayapin sie auf, in einen Polizeitransporter einzusteigen, um sie zu einem Ort zu fahren, wo sie wieder auf die Bürgermeisterin treffen sollen, um in Ruhe das weitere Vorgehen zu besprechen. Stattdessen aber bringen die Beamten sie einen abgelegenen Ort am Stadtrand. Dort angekommen, wird ihnen schließlich klar, dass sie getötet werden sollen, um es so aussehen zu lassen, als wären sie nach dem bevorstehenden Gebäudeeinsturz von selbst verschwunden und als hätten sie die Aufgabe der Evakuierung der Bürgermeisterin und dem restlichen Stadtrat überlassen. Fedotov fleht die Polizisten an, wenigstens den noch jungen Dima freizulassen, worauf sie widerstrebend zustimmen. Sie weisen ihn allerdings an, die Stadt sofort mit seiner Familie zu verlassen. Matugin und Fedotov werden hingerichtet. Hektisch flieht Dima nach Hause zu seiner Familie und schreit sie an, sofort mit ihm aufzubrechen und die Stadt und die Region zu verlassen. Seine Eltern bleiben aber vorerst zurück. Unterwegs im Auto, auf der Flucht mit seiner Frau und seinem Kind, erklärt er seiner Frau die Situation. Sie wirft ihm vor, wegen seiner ehrlichen Grundhaltung an der Situation eine Teilschuld zu haben und dass er das Wohlergehen Anderer über das ihrige und das ihres gemeinsamen Kindes stelle. Sie wirft ihm Naivität vor und sieht sich darin bestätigt, als sie auf der Flucht mit dem Auto auf das Hochhaus verweist, das entgegen seiner Annahme nicht evakuiert wird. Dima steigt aus dem Wagen, da er weiß, dass es nun an ihm liegt, das Gebäude zu evakuieren. Seine Frau steigt ebenfalls aus und stellt ihn ein weiteres Mal zur Rede. Sie fordert ihn auf, sich, sie selbst und sein Kind in Sicherheit zu bringen, da nur sie drei wichtig seien. Dima erkennt, dass er aufgrund der Rücksichtslosigkeit seiner Frau vor dem Leben Anderer nichts mehr als Verachtung für seine Frau übrig hat, und gibt ihr zu verstehen, dass sie das Auto nehmen und mit dem Kind verschwinden soll. Dima beschließt, zu seiner Wohnung zu seinen Eltern zurückzukehren, um sich mit ihnen zu beraten, da er nicht glaubt, dass die Bewohner seinem Evakuierungsversuch ohne offiziellen Räumungsbefehl folgen werden. Sein Vater entschuldigt sich bei ihm für die Verhältnisse, in denen sie leben, für den Umstand, dass die Korruption in Russland ehrliche Bürger benachteiligt und sich dadurch nichts zum Guten wende.
Es ist mittlerweile früher Morgen und hell. Dima begibt sich zu Fuß zum Plattenbau, hämmert an jede Tür und fordert die Bewohner auf, das Gebäude unverzüglich zu verlassen. Ihm gelingt es tatsächlich, die Bewohner nach draußen vor die Tür zu bewegen. Doch weil nichts organisiert ist, kann Dima sich nicht glaubhaft machen bzw. sie nicht überzeugen. Stattdessen wird Dima verprügelt, weil sich mehrere Bewohner veralbert fühlen. Die Bewohner gehen wieder ins Gebäude und der Film endet mit einer Kameraeinstellung auf den am Boden liegenden Dima.

## Produktion
Die Dreharbeiten fanden in Tula und Kusminki (Moskau) statt. Die Produktionskosten beliefen sich auf umgerechnet 1,12 Millionen Euro. Den Filmvertrieb übernahm neben Rock Studios und Premium Film die Bazelevs Company von Timur Bekmambetow.

## Rezeption
Durak erhielt durchweg positive Bewertungen: Laut Rotten Tomatoes erhielt der Film bei 14 Filmrezensionen eine Bewertung von 93 %. Über hundert Nutzer des Portals bewerteten den Film mit durchschnittlich 90 % sehr positiv. Auf Metacritic erhielt der Film bei sieben Kritiken eine Punktzahl von 83 von 100.
Im Jahr 2018 wählten die Nutzer der russischen Filmdatenbank KinoPoisk Durak zum besten russischen Film der vorherigen 15 Jahre.

## Auszeichnungen
- Bester Hauptdarsteller auf dem Locarno International Film Festival, 2014
- Ökumenischer Preis, Internationales Filmfestival Locarno, 2014
- Junior Jury Award, Erster Preis, Locarno International Film Festival, 2014
- Gorin-Preis für das beste Drehbuch auf dem Filmfestival Kinotawr in Sotschi, 2014
- Silberner Preisatlas, Arras Film Festival, 2014[4][5]
- Publikumspreis, Arras Film Festival, 2014[4]
- Preis der jungen Jury, Arras Film Festival, 2014[4]
- Flèche de Cristal, Europäisches Filmfestival Les Arcs, 2014[6]
- Preis für die beste Kamera, Europäisches Filmfestival Les Arcs, 2014[6]
- Preis der Jugendjury, Les Arcs European Film Festival, 2014[6]
- Bestes Drehbuch, Dublin Film Critics Circle Awards, Jameson Dublin International Film Festival, 2015[7]